# Desy Margawati
Desy Margawati (ur. 19 grudnia 1980) – indonezyjska lekkoatletka specjalizująca się w skoku o tyczce.

## Osiągnięcia
- dwa brązowe medale mistrzostw Azji (Kolombo 2002 & Manila 2003)
- złoto halowych igrzysk azjatyckich (Makau 2007)
- brązowy medal halowych igrzysk azjatyckich (Hanoi 2009)

## Rekordy życiowe
- skok o tyczce (stadion) – 4,10 (2002) rekord Indonezji
- skok o tyczce (hala) – 4,00 (2009) rekord Indonezji